# Joseph Hansen (ballerino)
Joseph Hansen (Anversa, 8 marzo 1842 – Asnières-sur-Seine, 27 luglio 1907) è stato un ballerino e coreografo belga.

## Biografia
Iniziò la sua carriera nel natio Belgio, dove fu direttore e maestro di balletto del Théâtre Royal de la Monnaie dal 1871 al 1879 con brevi interruzioni; inaugurò la sua direzione del teatro con un proprio allestimento di Coppélia nel 1871, appena un anno dopo la prima assoluta del balletto a Parigi. Dopo aver lavorato a Londra nella stagione 1877/1878, tra il 1879 e il 1882 lavorò con il Balletto Bol'šoj. A Mosca coreografò una propria versione de Il lago dei cigni nel 1880 e nel 1882 (dopo quella di Jiulius Wenzel Reisinger del 1877) e portò Coppélia al suo esordio sulle scene russe l'anno successivo. Nel 1884 tornò a Londra per dirigere l'Alhambra Theatre fino al 1887, quando assunse la direzione del balletto dell'Opéra di Parigi, che mantenne fino alla morte nel 1807.